# Acilii
Légende :
♦Patricien, ♦Plébéien, ♦Consulaire, ♦Sénatorial, ♦Équestre
Gens et Liste des gentes romaines
Les Acilii (singulier: Acilius)sont les membres d'une ancienne famille romaine plébéienne, la gens Acilia, dont les branches incluent les Acilii Balbi et les Acilii Glabriones. Au IIe siècle, ces derniers possèdent un jardin réputé, les Horti Aciliorum, situé sur le Pincio. On trouve également les cognomina d'Aviola, Caninus ou Caninianus, Faustinus ou encore Rufus.

## Membres

### Acilii Glabrio
Les Acilii Glabriones se maintiennent au sénat romain pendant plus de 500 ans, de la fin du IIIe siècle av. J.-C. au début du IVe siècle. Marcus Acilius Glabrio, consul en -33, sans enfants, adopte un fils de Caius Memmius, qui est l'ancêtre de tous les Acilii Glabrio et Aviola postérieurs.
- Lucius Acilius, (v.-290 - ?)
  - Caius Acilius, (v.-260 - ?)
    - Manius Acilius Glabrio, (v.-230 - -181), consul en -191;
      - Manius Acilius Glabrio, (v.-200 - ap.-154), consul suffect en -154;
        - ? Manius Acilius Glabrio, (v.-155 - ?), tribun de la plèbe;
          - Manius Acilius Glabrio, (v.-110 - ap.-57), consul en -67;
            - Manius Acilius Glabrio, (v.-82 - ap.-54), triumvir monétaire vers -49?;
            - Marcus Acilius Glabrio, (v.-76 - ap.-25), consul suffect en -33;

      - ? Caius Acilius, annaliste, sénateur romain en -155;

    - ? Lucius Acilius, légat en -181;

  - ? Manius Acilius, (v.-260 - ap.-208), sénateur romain[1].

#### Branche desAcilii GlabrioetAviola
- Marcus Acilius Memmius Glabrio, (v.-40 - ?), fils adoptif du consul suffect de -33;
  - Marcus Acilius Memmius Glabrio, curateur des rives du Tibre en 24;
  - ? Caius Calpurnius Acilius Aviola, (v.-15 - ap.41), consul suffect en 24;
    - Manius Acilius Aviola, (v.20 - ap.83), consul en 54;
      - (Manius Acilius) Aviola, (v.48 - ap.82), consul suffect en 82;
      - Manius Acilius Glabrio, (v.55 - 95), consul en 91;
        - Manius Acilius Aviola, (v.88 - ap.122), consul en 122;
        - Manius Acilius Glabrio, (v.90 - ap.139), consul en 124;
          - Manius Acilius Glabrio Gnaeus Cornelius Severus, (118 - ap.177), consul en 152;
            - Manius Acilius Glabrio Cnaeus Cornelius Severus, (v.138 - v.152).
            - Manius Acilius Glabrio, (v.140 - ap.186), consul II en 186;
              - Acilius Glabrio, (v.173 - 198/209);
                - (Acilius), (v.200 - ?)
                  - Marcus Acilius Glabrio, (v.223 - ap.256), consul en 256;
                    - ? Acilius Glabrio, (v.250 - ap.306), sénateur;
                    - ? Acilius Faustinus, (v.250 - ap.306), sénateur[b 1];

              - Manius Acilius Faustinus, (v.177 - ap.210), consul en 210;
                - Acilia Manliona, (v.200 - ?), épouse de Claudius Acilius Cleoboles;

              - Acilia Frestana, (v.180 - ?), épouse de Tiberius Claudius Cleobulus[1];
              - ? Acilius Aviola, (v.175/80 - ap.186), Frères Arvales en 183;
                - Manius Acilius Aviola, (v.205 - ap.239), consul en 239;

              - ? Acilius Severus, (v.175/80 - ap.186), jeune Frères Arvales en 183;

            - Manius Acilius Vibius Faustinus, (v.145 - ap.179), consul suffect en 179;
            - (Acilia) Faustina, (v.145/50 - v.155);
            - Priscilla Aciliana, (v.145/50 - v.155);

#### Acilii Glabriodu Bas-Empire
Les Acilii Glabrio du IVe siècle sont probablement les descendents du sénateur Acilius Glabrio, cité dans une liste de sénateurs en l'an 300.
- Acilius Glabrio, (v.250 - ap.306), sénateur;
  - ? (Acilius), (v.280 - ?);
    - Manius Acilius V(erus?), (v.305/15 - ?);
    - Priscilla;

  - ? Acilius Severus, (v.285 - ap.326), (ou descendant du frère Arvales de 183?), Consul en 323, Préfet de Rome;
    - Acilius Severus, (v.310 - 364/75);

  - ? (Acilius), (v.290 - ?)
    - Acilius Glabrio, (v.315/20 - 360/1), rhéteur de Bordeaux;
      - (Acilius) ou (Acilia qui épouse un Sibidius?)?
        - Acilius Glabrio Sibidius, (v.360 - ap.400), vicarius de Gaule vers 400;
          - Anicius Acilius Glabrio Faustus, (v.390 - ap.444), consul en 438;
            - (Anicius Acilius), (v.410 - ?)
              - Anicius Acilius Aginatius Faustus, (v.440 - ap.508), consul en 483;

            - Melleta Tarrutenia, épouse de Gennadius Avienus[2];

## Autres

### Acilii sous la République

#### Branche desAcilii Balbi
- Kaelus Acilius, (v.-240 - ?)
  - Lucius Acilius Sapiens, (v.-215 - ap.-188);
    - Manius Acilius Balbus (de), (v.-190 - ap.-150), consul en -150;
      - Manius Acilius Balbus, (v.-155 - ap.-114), consul en -114;

#### Acilii Canini
Les Acilii Canini sont originaires d'Ostie.
- Marcus Acilius Caninus, (v.-80 - ap.-44), légat de César, proconsul de Sicile en -46;
  - Marcus Acilius Caninus, (v.-55 - ap.-28), questeur urbain avant -28.

#### Autres
- Manius Acilius, peut-être membre d'un des deux groupes de triumviri agris dandis assignandis répartissant les terres pour les colonies fondées à Placentia et à Cremona, attaqués à Placentia par les Boïens en 218 av. J.-C.[3] En 210 av. J.-C., il est envoyé en tant qu'ambassadeur en Égypte auprès de Ptolémée IV et Cléopâtre Ire pour renouveler un traité d'amitié[4],[a 1].

### Aciliisous le Principat

#### Acilii Strabo
Les Acilii Strabo sont peut-être originaires d'Ostie.
- Lucius Acilius Strabo, (v.15 - ap.59), préteur.
  - Lucius Acilius Strabo, (v.40 - ap.88), consul suffect en 80;
    - Lucius Acilius Strabo Clodius Nummus, (v.80 - ap.134), fils adoptif du précédent, consul suffect, proconsul d'Afrique en 133;

#### Acilii Rufi
Les Acilii Rufi sont originaires de Thermae Himeraeae, en Sicile. Ils sont inscrits dans la tribu Quirina.
- Lucius (Acilius Rufus), (v.40 - ?);
  - Lucius Acilius Rufus, (v.65 - ap.107), consul suffect en 107;

#### Acilii Fusci
Les Acilii Fusci sont originaires de Thibursicum Bure, en Afrique, ils sont inscrits dans la tribu Papiria.
- Caius (Acilius Fuscus), (v.150 - ?);
  - Quintus Acilius Fuscus, (v.170 - ap.211), procurateur de l'annone d'Ostie;
    - ? (Acilius Fuscus), (v.200 - ?)
      - ? Sextus Acilius Fuscus, (v.230 - ap.260), procurateur d'Auguste de Gaule Lyonnaise puis procurateur de l'annone d'Ostie.

#### Autres
- Publius Acilius Attianus, conseiller d'Hadrien
- (Acilius) Auréolus, fait une tentative d'usurpation à Mediolanum en 268, sous Gallien.
- Acilius, premier chrétien nommé préfet de Rome en 325